# Voetbal-Vereeniging Amsterdam
Voetbal Vereeniging Amsterdam was een amateurvoetbalclub uit Amsterdam.

## Geschiedenis
VVA werd in 1887 als voetbalclub opgericht door vijftiental vrienden. Tijdens het seizoen 1891-1892 besluit de club zich op te heffen nadat ze worden overvleugeld door RAP uit Amsterdam. V.V. Amsterdam is vanaf het begin zeer actief in de krant door regelmatig wedstrijdverslagen in te sturen. Nieuws van de Dag bericht over een ongeluk in Engeland waarbij een jonkman gestorven was aan verwondingen bij het football-spel bekomen. De Amsterdammers reageren met een op geplaatste brief dat er een groot verschil is tussen het in Engeland populaire Rugby en de Association-variant. "Gaarne bericht ik u, dat de Voetbal-Vereeniging Amsterdam het voetbalspel onder de Engelsche 'Association rules' (regels) beoefent." Vervolgens gaf hij het verschil aan tussen beide spelen: "In Engeland wordt het spel op twee verschillende manieren gespeeld, en wel het Rugby Football spel en het Association Football spel." (Noppen, De Kaptein)

## Resultaten
De resultaten in de twee jaren dat het in de hoogste competitie uitkwam zijn als volgt:

### 1888-1889
| Positie | Club              | WG | W | G | V | P  | DS   |
| ------- | ----------------- | -- | - | - | - | -- | ---- |
| 1.      | Concordia         | 7  | 5 | 1 | 1 | 11 | 12-2 |
| 2.      | HFC               | 7  | 2 | 3 | 2 | 7  | 6-4  |
| 3.      | HVV Den Haag      | 6  | 2 | 2 | 2 | 6  | 2-2  |
| 4.      | VVA               | 6  | 1 | 4 | 1 | 6  | 3-3  |
| 5.      | RAP Amsterdam     | 5  | 0 | 4 | 1 | 4  | 2-3  |
| 6.      | Olympia Rotterdam | 2  | 0 | 0 | 2 | 0  | 1-8  |
| 7.      | Excelsior Haarlem | 1  | 0 | 0 | 1 | 0  | 0-4  |

### 1889-1890
| Positie | Club              | WG | W | G | V | P  | DS    |
| ------- | ----------------- | -- | - | - | - | -- | ----- |
| 1.      | HFC               | 9  | 4 | 3 | 2 | 11 | 19-14 |
| 2.      | RAP Amsterdam     | 9  | 4 | 2 | 3 | 10 | 7-5   |
| 3.      | HVV Den Haag      | 8  | 2 | 5 | 1 | 9  | 16-7  |
| 4.      | Olympia Rotterdam | 7  | 2 | 4 | 1 | 8  | 6-6   |
| 5.      | Concordia         | 7  | 2 | 2 | 3 | 6  | 5-7   |
| 6.      | VVA               | 5  | 0 | 2 | 3 | 2  | 2-8   |
| 7.      | Excelsior Haarlem | 3  | 1 | 0 | 2 | 2  | 5-13  |

Voormalig: AFC "Sport" · Ambon · FC Amsterdam · V.V. Amsterdam · ASSV · VV De Beursbengels · FC Blauw-Wit Amsterdam · Blauw-Wit Osdorp · B.P.C. · CDW · FC Chabab · D.E.C. · VV DIB · D.N.C. · DWV · SC De Eland · Energia · SC Fenerbahçe · ASV De Germaan · KBV · N.E.C. '75 · AFC Neerlandia · Neerlandia/SLTO · New Amsterdam · FC Nieuwendam · SC Nieuwendam · ODOS · Oriënt · P en T · RAP · SCZ '58 · Sparta Amsterdam · Sporting Amsterdam · Sporting Noord · SV Osdorp · Osdorp/Sport · SLTO · Avv SPORT · Türkiyemspor · De Volewijckers · Volharding · SC Voorland · ZRC Herenmarkt